# Mollet de Peralada
Mollet de Peralada è un comune spagnolo di 183 abitanti situato nella comunità autonoma della Catalogna.